# آلسیو اسکارچیلی
آلسیو اسکارچیلی (انگلیسی: Alessio Scarchilli؛ زادهٔ ۱۰ سپتامبر ۱۹۷۲) بازیکن فوتبال اهل ایتالیا است.
از باشگاه‌هایی که در آن بازی کرده‌است می‌توان به باشگاه فوتبال تورینو، باشگاه فوتبال لچه، باشگاه فوتبال آ.اس. رم، باشگاه فوتبال اودینزه، و باشگاه فوتبال سمپدوریا اشاره کرد.
وی همچنین در تیم ملی فوتبال زیر ۲۱ سال ایتالیا بازی کرده‌است.